# Droga krajowa nr 542 (Węgry)
Droga krajowa nr 542 (węg. 542-es főút) – droga krajowa w komitacie Bács-Kiskun w południowych Węgrzech. Stanowi obwodnicę miasta Kiskunfélegyháza, łączącą drogi nr 5 i 451. Powstawała w latach 2005 – 2007, a jej długość wynosi 9,44 km.